# Ибн аль-Анбари
Ибн аль-Анба́ри (араб. ابن الأنباري‎;
885—940) — авторитетный знаток Корана и хадисов, филолог и грамматист куфийской школы.
Его полное имя: Абу Бакр Мухаммад ибн аль-Касим ибн Мухаммад ибн Башшар ибн аль-Хасан ибн Баян ибн Сама’а ибн Фарва ибн Катан ибн Ди’ама (араб. أبو بكر محمد بن القاسم بن بشار بن الحسن بن بيان بن سماعة بن فروة بن قطن بن دعامة‎).
Ибн аль-Анбари родился в 885 году (в воскресенье, за 11 ночей до конца месяца Раджаб, в 884 году согласно «Истории Багдада»). Обучался у своего отца — Абуль-Касима аль-Анбари, Мухаммада ибн Юнуса аль-Кадайми, Исмаила аль-Кади, Ахмада ибн аль-Хайсама аль-Баззаза, Абуль-Аббаса Са’лаба (известный представитель куфийской школы грамматики) и многих других. От него передавали хадисы: ад-Даракутни, Абд аль-Вахид ибн Абу Хашим, Ахмад ибн Насир аш-Шаззаи, Ахмад ибн Мухаммад ибн аль-Джаррах, Абу Муслим Мухаммад аль-Катиб и др.
По свидетельствам современников, Ибн аль-Анбари обладал превосходной памятью и способностью к запоминанию. Аль-Хатиб аль-Багдади описывал его как правдивого приверженца сунны. Он скончался в 940 году.

## Память
В честь Ибн аль-Анбари названа улица в столице Катара — Дохе.